# Katarzyna Karpowicz
Katarzyna Karpowicz (ur. 4 listopada 1985 w Krakowie) – polska malarka.

## Życiorys
Urodziła się w Krakowie w rodzinie malarskiej. Jej rodzicami są Anna Karpowicz-Westner (z domu Wiejak) i Sławomir Karpowicz, profesor Akademii Sztuk Pięknych w Krakowie. Rodzina z córkami Katarzyną i Joanną mieszkała i pracowała w pracowni przy ulicy Piłsudskiego, które uprzednio było pracownią Olgi Boznańskiej.
W 2005 roku ukończyła Państwowe Liceum Sztuk Plastycznych w Krakowie i zaczęła studia na Wydziale Malarstwa krakowskiej ASP. Do 2008 roku studiowała w pracowni Grzegorza Bednarskiego. Dyplom z malarstwa obroniła w 2010 w pracowni Leszka Misiaka.
Mieszkała i malowała na Węgrzech w Budapeszcie (2013-2015), a później w Anglii (2015-2016) w Pangbourne. Obecnie pracuje w Krakowie.
Prace Katarzyny Karpowicz znajdują się w wielu kolekcjach w kraju i za granicą oraz w kolekcji Muzeum Sztuki Współczesnej w Gdańsku. W 2019 zdobyła stypendium Fundacji Grazella im. Anny Marii Siemieńskiej dla wybitnych młodych twórców. Dała szereg wywiadów, w których opowiada o sobie i swoim malarstwie. W Magayr Nemzet ukazał się wywiad przeprowadzony w czasie jej pobytu w Budapeszcie.

## Krytyka artystyczna
Jej prace znalazły uznanie u szeregu niezależnych krytyków. W latach 2017–2019 zajęła wysokie miejsca w klasyfikacji
Rzeczpospolitej „Kompas Sztuki Młodych”.
Małgorzata Czyńska pisze, że „niemal
w każdym z jej [Karpowicz] obrazów jest jeszcze dziecięca uroda, nieco naiwna ufność, ale już podszyta strachem i doświadczeniem okrucieństwa losu.”
Samanta Belling w wywiadzie opublikowanym w czasopiśmie Artysta i sztuka pisze, że doznała olśnienia przy zetknięciu się ze sztuką Katarzyny Karpowicz. Krytyczka kontynuuje: „Katarzyna Karpowicz wydaje się być nie z tej epoki, tak jakby żyła poza czasem i ponad czasem, podobnie jak jej malarstwo. Celowo upraszczając formę swoich prac, pozostawia nam miejsce na wrażenia, domysły, osobiste interpretacje.”
Grafik Stanisław Tabisz uważa, że malarstwo Karpowicz bazuje na jej życiowych przeżyciach, zdarzeniach i spotkaniach, „choćby tych z areny cyrkowej” w Budapeszcie „czy dotyczących zaćmienia słońca” obserwowanego z ojcem w Szczebrzeszynie.
Daniel Czepiński wyraża opinię, że znalezienie się w pracowni Karpowicz jest jak wejście do magicznego pokoju, „w którym otacza cię mnogość drzwi, wrót i drzwiczek, a każde z nich prowadzi do innego świata”.
Adam Szczuciński znajduje
w jej obrazach „porywający urok nieznanego”, a w jej ostatnich pracach „sztuka i medycyna splatają
się w nierozdzielną magiczną całość” gdzie „lekarz jawi się nam jako czuły konstruktor,
delikatny stroiciel.
Ewa Ogłoza pisze, że jest zachwycona obrazami Katarzyny Karpowicz i jej postawą życiową nacechowaną „wdzięcznością, życzliwością, pokorą, powagą, uważnością i czułością wobec świata, ludzi oraz kultury”. Dalej krytyczka stwierdza, że „Karpowicz kocha malarstwo, literaturę i film; w tym tkwi dla niej sens życia. Patrzy na siebie i maluje siebie, w sztuce szukając pociechy i nadziei, a przedstawiając siebie, projektując własne lęki, nadzieję, sny i marzenia, daje pociechę innym w podobnych sytuacjach”.

## Wystawy i nagrody

### Wystawy indywidualne
- 2020 – sierpień “Srebrzysta”, Galeria Art.pl, Warszawa
- 2019 – listopad, „Małe wielkie życie”, Galeria Platon, Wrocław
- 2018 – grudzień, „Niebieskie szkiełko”, Galeria Art, Warszawa[20]
- 2018 – kwiecień, „Teatr codzienności”, Galeria Raven, Kraków
- 2017 – wrzesień, „Do widzenia, do jutra”, Galeria Triada, Gdańsk
- 2016 – kwiecień, „Ludzkie historie”, Galeria Promocyjna, Warszawa
- 2016 – kwiecień, „Genius Loci”, Galeria Artemis, Kraków
- 2015 – październik, „Harold and Ernest”, Kościół Bartolomeusza, Lower Basildon, Wielka Brytania
- 2014 – listopad, „Życie obrazu”, Szép Műhely Gallery, Budapeszt, Węgry
- 2014 – Wystawa indywidualna pt. „W drodze”[21] w Galerii Platon – Wrocław
- 2013 – Wystawa indywidualna pt. „Katarzyna Karpowicz – malarstwo” w Klubie Adwokatów – Kraków
- 2013 – Wystawa indywidualna pt. „Człowiek i zwierzę”[22] w Mazowieckim Centrum Kultury i Sztuki – Galeria Elektor – Warszawa
- 2012 – Wystawa indywidualna pt. „Widnokrąg” w Galerii Od czasu do czasu – Gdynia[23]
- 2012 – Wystawa indywidualna pt. „Pomiędzy światłem a cieniem” w Muzeum Farmacji – Kraków[24]
- 2011 – Wystawa indywidualna pt. „Przyśniło mi się” w Galerii ART – Warszawa[25]
- 2011 – Wystawa indywidualna pt. „Przemiany” w Galerii BWA Zamość – Zamość
- 2011 – Wystawa indywidualna pt. „Chodźmy spać!” w Noc Muzeów w Galerii ART – Warszawa[26]
- 2011 – Wystawa indywidualna pt. „Spotkanie” w Galerii 2 Światy – Kraków[27]

### Wystawy grupowe
- 2020 – “One_Ona”, Galeria Platon, Wrocław
- 2020 – “Intymność”, wystawa Katarzyny Karpowicz i Katarzyny Kukuły, Galeria Raven, Kraków
- 2019 – „Młode malarstwo polskie”, Muzeum Narodowe w Gdańsku, Oddział Sztuki Współczesnej
- 2019 – „Sztuka teraz”, wystawa przed aukcyjna, Muzeum Narodowe w Krakowie
- 2018 – “100 lat Polski w sztuce”, wystawa zbiorowa, Galeria Triada, Gdańsk
- 2018 – „XIV Aniversario”, Galeria de Arte Montsequi, Madryt, Hiszpania
- 2018 – „Karpowicze”, wystawa rodziny Karpowiczów w ramach festiwalu Stolica Języka Polskiego w Szczebrzeszynie
- 2018 – „Realizm, dwa spojrzenia”, Galeria BWA, Bydgoszcz
- 2017 – „Leszek Misiak i uczniowie”, Nowohuckie Centrum Kultury, Galeria ASP, Kraków
- 2018 – listopad, “100 lat Polski w sztuce”, wystawa zbiorowa, Galeria Triada, Gdańsk
- 2017 – “Konfiguracje”, Krakowskie Spotkania Artystyczne, ZPAP, Bunkier Sztuki, Kraków
- 2017 – „Mały format”, wystawa ZPAP Okręgu Krakowskiego, Galeria Raven, Kraków
- 2016 – „Espacios, ciudades, arquitecturas, gente…”, Montsequi Galeria, Madryt, Hiszpania
- 2016 – „8 kobiet”, Regionalne Towarzystwo Zachęty Sztuk Pięknych, Konduktorownia, Częstochowa
- 2015 – Bożonarodzeniowy salon ZPAP Okręgu Krakowskiego, Pałac Sztuki, Kraków
- 2015 – „Abstrakcja, figuracja, współczesne malarstwo krakowskie”, Galeria MANK, Szentendre, Węgry
- 2015 – Salon malarstwa i rzeźby ZPAP Okręgu Krakowskiego, Galeria Centrum, Nowohuckie Centrum Kultury, Kraków
- 2015 – “Ćwiczenia”, Galeria Platan, Budapeszt
- 2014 – “4 x Karpowicz”, Galeria Raven, Kraków
- 2013 – “Zakynthos 2013- wystawa poplenerowa”, Galeria Stalowa, Warszawa
- 2012 – Wystawa Katarzyny i Joanny Karpowicz, “Sztuka ratuje życie”, Galeria Fundacji Promocji Sztuki Współczesnej, Warszawa
- 2011 – Wystawa zbiorowa pt. “100 lecie ZPAP Kraków” Pałac Sztuki – Kraków
- 2007 – “Landschaft als suggestive Vision von Licht und Raum”, wystawa zbiorowa, Steyr, Austria
- 2007 – Wystawa pokonkursowa “Wobec Wyspiańskiego”, Szafirowa Pracownia, Kraków

### Nagrody i wyróżnienia
- 2019 – Stypendium twórcze Fundacji Grazella
- 2019 – Trzecie miejsce w Kompasie Sztuki Młodych[28]
- 2017 – Drugie miejsce w Kompasie Sztuki Młodych
- 2016 – Czwarte miejsce w Kompasie Sztuki Młodych
- 2014 – Dziewiąte miejsce w Kompasie Sztuki Młodych
- 2012 – Trzynaste miejsce w Kompasie Sztuki Młodych
- 2012 – Wyróżnienie honorowe w konkursie malarskim fundacji imienia Eibischa, Warszawa
- 2011 – Nagroda Prezesa Klubu Malarzy Związku Polskich Artystów Plastyków za obraz na wystawie “Małych Form Malarskich”, Kraków
- 2008 – Wyróżnienie za komiks autobiograficzny w konkursie Gutek Film
- 2005 – I nagroda w dziedzinie malarstwa na Ogólnopolskim Biennale “Pejzaż ludzki” dedykowanym Józefowi Czapskiemu
- 2004 – I nagroda za obraz w Ogólnopolskim Konkursie Plastycznym “Współczesna Europa, Ludzie i Miejsca”, Katowice
- 2003 – I nagroda za zestaw prac w X Ogólnopolskim Plenerze Malarskim, Jeżów.

### Ilustracje książkowe
- Wacław Oszajca, Uwierz mu na słowo, Felietony, Wydawnictwo WAM, 2015.
- Kasia Skrzynkowska, Balony[29]